# Phrack
Phrack là một tạp chí trực tuyến của giới Hacker, phát hành từ 17 tháng 10 năm 1985. Tạp chí được Fyodor mô tả là "tạp chí tuyệt vời nhất, lâu đời nhất của Hacker" Tạp chí được lưu thông rộng rãi trong cả giới hacker và các chuyên gia an ninh máy tính. Nó mở cửa cho tất cả mọi người có ý muốn công bố tác phẩm đáng ghi nhận của họ hoặc giới thiệu các ý tưởng mới về một chủ đề hấp dẫn.
Những chủ đề đầu tiên là phreaking, việc thâm nhập hệ thống điện thoại, chủ đề vô chính phủ và bẻ khóa phần mềm, các bài viết trải rộng từ bảo mật máy tính, bảo mật phần cứng, xâm nhập hệ thống, mã hóa, giải mã tới các tin tức quốc tế.
Phrack nổi tiếng tới mức có người cho rằng nó "là một phần của văn hóa hacker", một cuốn cẩm nang, một tuyên ngôn của giới hacker.

## Lịch sử
Phrack chính thức có mặt trên mạng vào ngày 17 tháng 10 năm 1985, với tên ghép từ hai chữ "phreak" và "hack". Hai hacker sáng lập Phrack là "Taran King" và "Knight Lightning" đã biên tập hầu hết các bài viết của tạp chí trong 30 bản đầu tiên. Các bản tạp chí đầu được phát hành trên hệ thống bảng thông báo Metal Shop, một diễn đàn Taran King quản trị, và được đăng lại trên nhiều bảng thông báo khác.
Trong 10 năm phát hành đầu tiên, Phrack liên quan trực tiếp tới các vụ gian lận viễn thông, cung cấp tài liệu cho các phreakers và đưa tin về những vụ bắt giữ trong cộng đồng này thông qua mục Tin Thế giới trên Phrack. Bên cạnh đó tạp chí phát hành các bài viết như Smashing The Stack For Fun And Profit (đập phá ngăn xếp để giải trí và kiếm tiền) và biền tập daemon9/route năm 1996, Phrack được định hướng về an ninh máy tính và gần gũi hơn với định nghĩa hacker hiện đại.